# Oldenburger See und Umgebung
Oldenburger See und Umgebung ist ein Naturschutzgebiet in den schleswig-holsteinischen Gemeinden Lehmrade, Brunsmark und Horst im Kreis Herzogtum Lauenburg.
Das rund 123 Hektar große Naturschutzgebiet ist unter der Nummer 127 in das Verzeichnis der Naturschutzgebiete des Ministeriums für Landwirtschaft, Umwelt und ländliche Räume eingetragen. Es wurde 1986 ausgewiesen (Datum der Verordnung: 24. September 1986). Das Naturschutzgebiet liegt innerhalb des Naturparks Lauenburgische Seen. Es ist deckungsgleich mit den gleichnamigen FFH- und EU-Vogelschutzgebiet. Zuständige untere Naturschutzbehörde ist der Kreis Herzogtum Lauenburg.
Das Naturschutzgebiet liegt südöstlich von Mölln in einer vermoorten Geländesenke. Es stellt den verlandenden Oldenburger See, einen dystrophen Moorsee mit seinen offenen Wasserflächen und den angrenzenden Verlandungszonen sowie einen den See umgebende Moor- und Bruchwald unter Schutz. In der Umgebung des Sees sind feuchte Laubwälder und Feuchtgrünland in das Naturschutzgebiet einbezogen.
Das Gebiet um den Oldenburger See wurde früher entwässert, wodurch der See im 20. Jahrhundert mehr als 2/3 seiner Fläche verloren hat. In den 1980er Jahren wurden die Flächen aber vom Kreis Herzogtum Lauenburg und der Umweltstiftung WWF Deutschland aufgekauft und renaturiert. Der überwiegend flache See wurde so zu einem Lebensraum für Kraniche, die hier brüten, den See aber auch als Sammel- und Rastplatz während des Vogelzuges nutzen.
Das Naturschutzgebiet ist überwiegend von landwirtschaftlichen Nutzflächen umgeben.